# Wiktorija Tereszczuk
Wiktorija Tereszczuk (ukr. Терещук Вікторія Анатоліївна; ur. 18 lutego 1982 w Ługańsku) – ukraińska zawodniczka pięcioboju nowoczesnego. Brązowa medalistka olimpijska z Pekinu (medal odebrany, za zażywanie dopingu), dwukrotna mistrzyni świata z 2011 roku oraz wicemistrzyni świata z 2006 roku i mistrzyni Europy (2008).